# Цојтен
Цојтен (њем. Zeuthen) општина је у њемачкој савезној држави Бранденбург. Једно је од 37 општинских средишта округа Даме-Шпревалд. Према процјени из 2010. у општини је живјело 10.272 становника. Посједује регионалну шифру (AGS) 12061572.

## Географски и демографски подаци
Цојтен се налази у савезној држави Бранденбург у округу Даме-Шпревалд. Општина се налази на надморској висини од 34 метра. Површина општине износи 12,7 km². У самом мјесту је, према процјени из 2010. године, живјело 10.272 становника. Просјечна густина становништва износи 811 становника/km².